# Giuliano Pesello
Giuliano Pesello, cujo nome verdadeiro era Giuliano d'Arrigho, mas conhecido como Pesello,(1367 - 1446) foi um pintor e arquiteto italiano do começo da Renascença que trabalhou principalmente em Florença. Era aluno do pintor Andrea del Castagno.  Vasari afirma que ele pintava desenhos de animais com habilidade. Seu genro Stefano di Francesco (morto em 1427) era também pintor e, quando morreu, deixando um filho jovem, Francesco Pesellino, Pesello criou e ensinou seu neto. "Pesellino" mais tarde estudou com Filippo Lippi e depois herdou o ateliê de seu avô. Trabalhou para Cosimo de' Medici e era muito admirado por seus contemporâneaos, apesar de não terem sido encontradas obras de sua autoria.

## Galeria

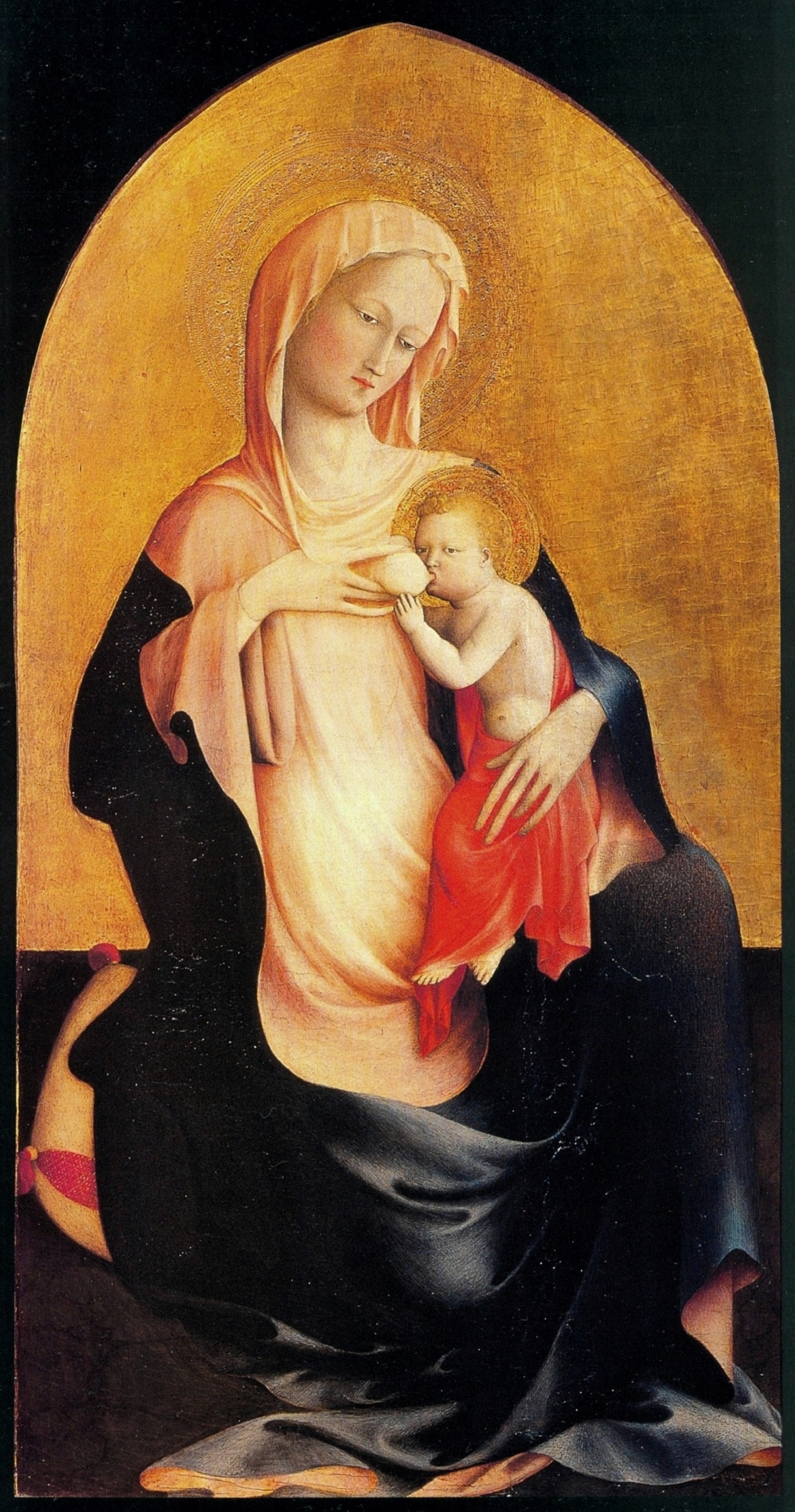
Madonna dell'Umiltà (Madonna da Humildade), Florença
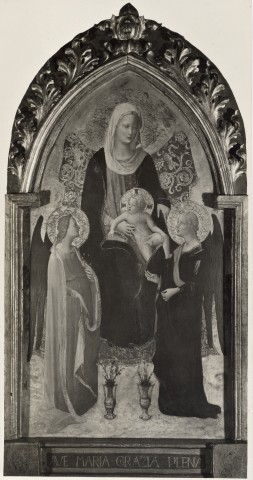
Madonna col Bambino e angeli (Madonna e Menino com Anjos), Rotterdam
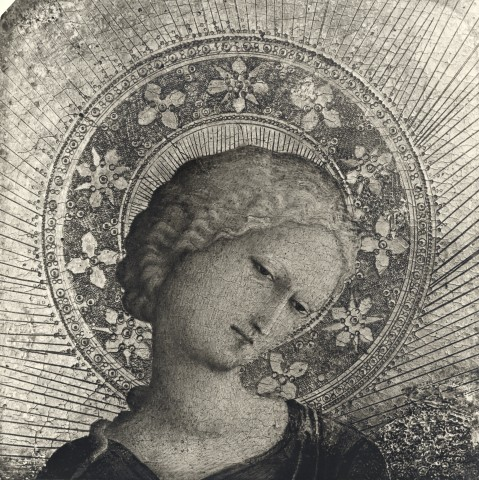
Testa di Madonna (Cabeça de Nossa Senhora), Milão
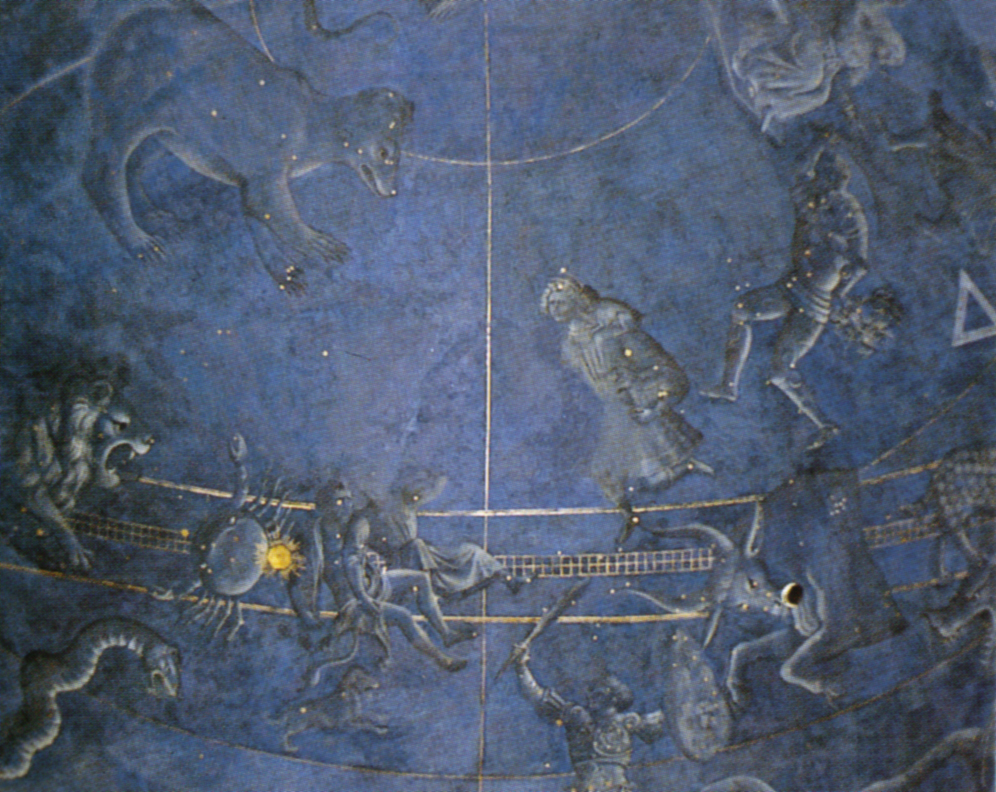
Emisfero celeste (Hemisfério Celeste), Sacristia Antiga de Florença, cerca de 1442
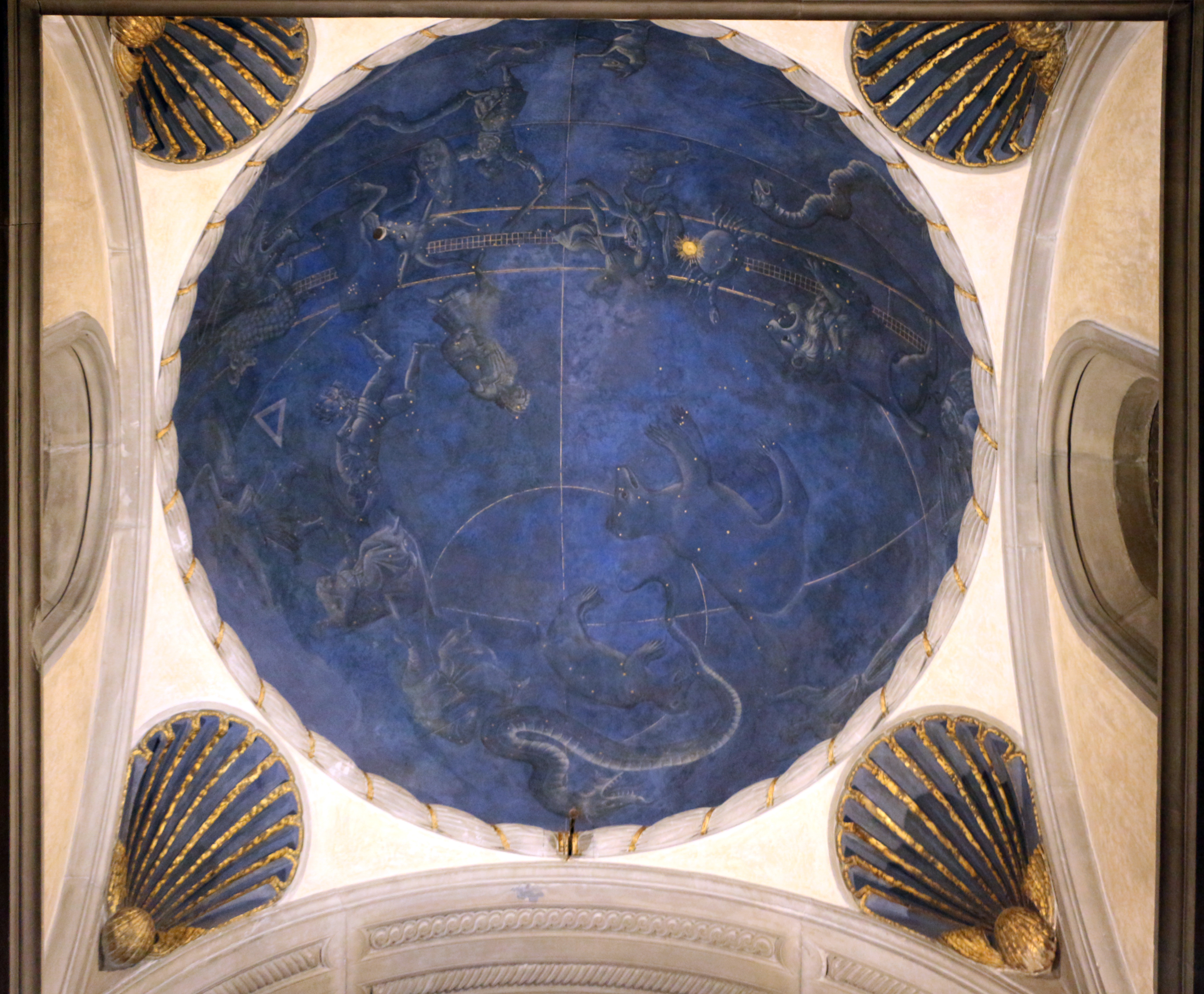
Cúpula do Zodíaco, Sagrestia Vecchia di San Lorenzo, Florença